# Brisbane International 2012
Il Brisbane International 2012 è stato un torneo professionistico di tennis giocato all'aperto sul cemento. È stata la 4ª edizione dell'evento conosciuto come Brisbane International. Il torneo faceva parte dell'ATP World Tour 250 series nell'ambito dell'ATP World Tour 2012 per gli uomini, e per le donne è stato alzato di livello alla categoria dei Premier del WTA Tour 2012. Sia il torneo maschile che quello femminile si sono svolti nell'impianto Tennyson Tennis Centre di Brisbane, nella regione del Queensland in Australia, dal 1° all'8 gennaio 2012.

## Partecipanti ATP

### Teste di serie
| Nazionalità | Giocatore            | Ranking | Testa di serie* |
| ----------- | -------------------- | ------- | --------------- |
| Regno Unito | Andy Murray          | 4       | 1               |
| Francia     | Gilles Simon         | 12      | 2               |
| Ucraina     | Aleksandr Dolhopolov | 16      | 3               |
| Germania    | Florian Mayer        | 23      | 4               |
| Giappone    | Kei Nishikori        | 25      | 5               |
| Rep. Ceca   | Radek Štěpánek       | 28      | 6               |
| Sudafrica   | Kevin Anderson       | 32      | 7               |
| Austria     | Jürgen Melzer        | 33      | 8               |

* Le teste di serie sono basate sul ranking al 12 dicembre 2011.

### Altri partecipanti
I seguenti giocatori hanno ricevuto una wildcard per il tabellone principale:
- Matthew Ebden
- Marinko Matosevic
- Ben Mitchell

I seguenti giocatori sono passati dalle qualificazioni:

- Jesse Levine
- Igor' Andreev
- Tatsuma Itō
- John Millman

## Partecipanti WTA

### Teste di serie
| Nazionalità | Giocatrice               | Ranking | Testa di serie* |
| ----------- | ------------------------ | ------- | --------------- |
| Australia   | Samantha Stosur          | 6       | 1               |
| Germania    | Andrea Petković          | 10      | 2               |
| Italia      | Francesca Schiavone      | 11      | 3               |
| Stati Uniti | Serena Williams          | 12      | 4               |
| Belgio      | Kim Clijsters            | 13      | 5               |
| Serbia      | Jelena Janković          | 14      | 6               |
| Russia      | Anastasija Pavljučenkova | 16      | 7               |
| Slovacchia  | Dominika Cibulková       | 18      | 8               |

* Le teste di serie sono basate sul ranking al 24 novembre 2011.

### Altre partecipanti
Le seguenti giocatrici hanno ricevuto una wildcard per il tabellone principale:
- Casey Dellacqua
- Olivia Rogowska

Le seguenti giocatrici sono passate dalle qualificazioni:

- Vania King
- Nina Bratčikova
- Vera Duševina
- Aleksandra Panova

## Campioni

### Singolare maschile
Andy Murray ha battuto in finale  Aleksandr Dolhopolov per 6-1, 6-3.
- Per Murray è il primo titolo dell'anno, il 22° della carriera.

### Singolare femminile
Kaia Kanepi ha battuto in finale  Daniela Hantuchová per 6-2, 6-1.
- È il secondo titolo in carriera per Kaia Kanepi.

### Doppio maschile
Maks Mirny /  Daniel Nestor hanno battuto in finale  Jürgen Melzer /  Philipp Petzschner per 6–1, 6–2.

### Doppio femminile
Nuria Llagostera Vives /  Arantxa Parra Santonja hanno battuto in finale  Raquel Kops-Jones /  Abigail Spears per 7–6(2), 7–6(2).